# Boris Steimetz
Boris Steimetz (* 27. Juli 1987 in Saint-Denis, Réunion) ist ein ehemaliger französischer Schwimmer. Er erschwamm eine olympische Silbermedaille. Bei Europameisterschaften erhielt er ebenfalls einmal Silber, hinzu kam eine Goldmedaille bei Weltmeisterschaften auf der 25-Meter-Bahn.

## Sportliche Karriere
Der 1,87 Meter große Boris Steimetz startete für den Schwimmverein CN Antibes. 
Bei den Olympischen Spielen 2008 in Peking schwamm die französische 4-mal-100-Meter-Freistilstaffel mit Amaury Leveaux, Grégory Mallet, Boris Steimetz und Frédérick Bousquet im Vorlauf die zweitschnellste Zeit und stellte mit 3:12,36 Minuten einen neuen Europarekord auf. Die schnellste Vorlaufzeit schwamm die Staffel aus den Vereinigten Staaten, die den Weltrekord auf 3:12,23 Minuten verbesserten. Im Endlauf schwamm die Staffel aus den Vereinigten Staaten in 3:08,24 Minuten einen neuen Weltrekord. Die zweitplatzierten Franzosen mit Amaury Leveaux, Fabien Gilot, Frédérick Bousquet und Alain Bernard drückten in 3:08,32 Minuten den Europarekord um über vier Sekunden. Auch die Australier, die Italiener und die Schweden blieben im Finale unter dem Weltrekord aus dem Vorlauf. Mallet und Steimetz erhielten für ihren Vorlaufeinsatz ebenfalls eine Silbermedaille, wie dies seit 1984 üblich ist.
Im Jahr darauf gewann Boris Steimetz drei Medaillen bei der Universiade 2009 in Belgrad. Er wurde Zweiter über 50 Meter Freistil  und Dritter mit der 4-mal-100-Meter-Freistilstaffel sowie mit der 4-mal-100-Meter-Lagenstaffel. Über 100 Meter Freistil wurde Steimetz Fünfter.
2010 bei den Europameisterschaften 2010 in Budapest schwamm die 4-mal-100-Meter-Freistilstaffel mit Fabien Gilot, William Meynard, Boris Steimetz und Amaury Leveaux in 3:13,12 Minuten die schnellste Vorlaufzeit. Im Finale waren Fabien Gilot, Yannick Agnel, William Meynard und Alain Bernard nach 3:13,29 Minuten als Zweite am Ziel, Gold ging an die Russen. Im Dezember 2010 fanden in Dubai die Kurzbahnweltmeisterschaften 2010 statt. Frédérick Bousquet, William Meynard, Alain Bernard und Boris Steimetz erreichten den Endlauf mit der sechstschnellsten Zeit. Im Endlauf schwammen Alain Bernard, Frédérick Bousquet, Fabien Gilot und Yannick Agnel über fünf Sekunden schneller als die Vorlaufstaffel und siegten mit 0,04 Sekunden Vorsprung auf die russische Staffel.